# سینما نوو

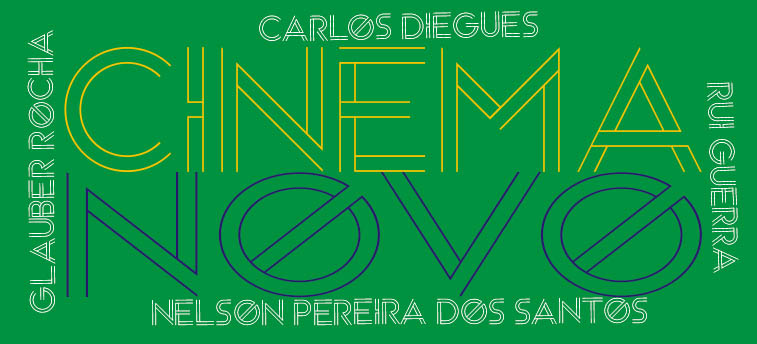
تبلیغ سینما نوو

سینما نوو (به انگلیسی: Cinema Novo) جنبشی در سینمای برزیل بود که در دهه‌های پنجاه و شصت در سینمای برزیل پا گرفت. فیلمسازانی چون گلوبر روشا و نلسون پریرا دوس سانتوس این جنبش سینمای را آغاز کردند. شعار اصلی این فیلمسازان این بود: «یک دوربین در دست و یک ایده در ذهن». سینمای نوو، ماهیتی ضداستعماری داشت. در نهایت این جنبش سینمایی تا دهه هفتاد دوام آورد، یعنی زمانی که حکومت خونتاکه فیلمسازان این جنبش را سرکوب کرد.

## چهره‌های شاخص
- گلوبر روشا
- نلسون پریرا دوس سانتوس
- روی گوئرا
- کارلوس دیه‌گوئز

## فهرست منابع
- کمالی‌نیا، فرزین، جنبش‌ها و سبک‌های سینمایی، انتشارات نگاره‌پرداز صبا، ۱۳۷۸
- ویکی‌پدیای انگلیسی